# Trimma corallinum
Trimma corallinum är en fiskart som först beskrevs av Smith, 1959.  Trimma corallinum ingår i släktet Trimma och familjen smörbultsfiskar. Inga underarter finns listade i Catalogue of Life.